# 미하마 타운 리조트 아메리칸 빌리지

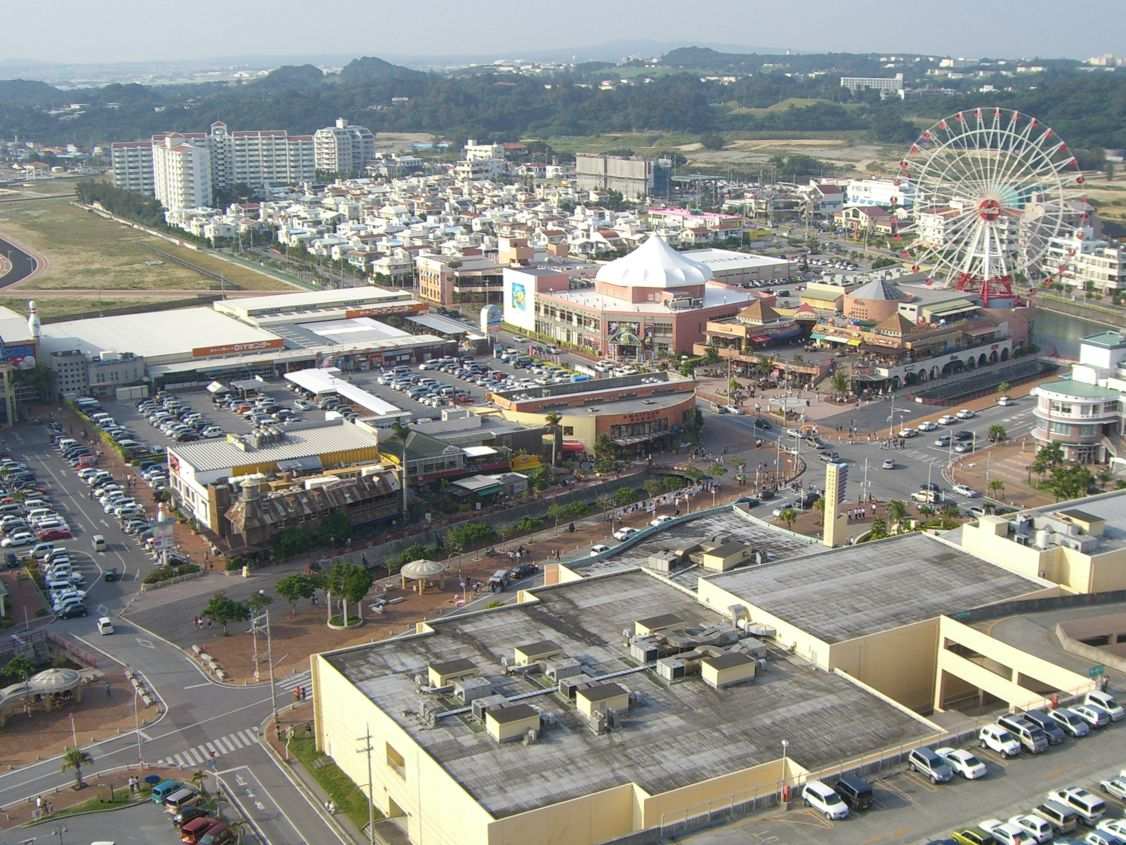
미하마 타운 리조트 아메리칸 빌리지 (2007년 4월)

미하마 타운 리조트 아메리칸 빌리지(일본어: 美浜タウンリゾート・アメリカンビレッジ, 영어: Mihama Town Resort American Village)는 일본 오키나와현 나카가미군 자탄정 미하마에 있는 리조트 지역이다. 미국의 분위기를 본뜬 쇼핑 및 엔터테인먼트 지역이다.
주일 미군 시설인 캠프 포스터 중 해안에 있던 험비 비행장이 1981년에 반환되어 1988년에는 비행장 부지 북쪽에 인접한 해안에서 새로운 매립지가 조성되었다. 두 지역은 일체적인 개발이 이루어지게 되며, 이 중 매립지 부분에 건설된 것이 자탄 정 운동 공원 및 아메리칸 빌리지이다. 주일 미군 시설이 집중된 이 지역의 특성을 살려 미국의 분위기를 내새웠다. 아메리칸 빌리지는 1997년부터 본격적인 공사가 시작되어 다음 해부터 시설이 순차적으로 개업하여 2004년에 거의 완성했다. 2003년 연간 방문객 수는 총 830만명에 달했다.